# Kladno volejbal cz
Kladno volejbal cz je mužský volejbalový klub, působící v Kladně od roku 2004, kdy se do města přestěhoval z Odoleny Vody.
V sezóně 2004/2005 se stal mistrem nejvyšší volejbalové soutěže.[zdroj⁠?!] V následujících sezónách se tým pravidelně umísťoval na předních příčkách.[zdroj⁠?!] Po 5 letech získal klub svůj druhý titul, když ve finále porazil Duklu Liberec 4:2 na zápasy.
Od sezóny 2011/2012 hrálo A mužstvo druhou nejvyšší soutěž (1. liga). V sezóně 2015/2016 se tým opět objevil v nejvyšší volejbalové soutěži.
V roce 2017 získalo A mužstvo Český pohár.[zdroj⁠?!]

## Úspěchy
Vítěz nejvyšší volejbalové soutěže mužů
- 2004/2005 (volleyball.cz Kladno)
- 2009/2010 (Brownhouse volleyball Kladno)

Vítěz Českého poháru mužů

- 2017 (Kladno volejbal cz)